# Tracy Jaeckel
Tracy Jaeckel   (Nova York, 5 de febrer de 1905 - Point O' Woods, 6 d'agost de 1969) va ser un tirador d'esgrima estatunidenc que va competir durant la dècada de 1930.
El 1932 va prendre part en els Jocs Olímpics de Los Angeles, on va guanyar la medalla de bronze en la prova d'espasa per equips del programa d'esgrima. Quatre anys més tard, als Jocs de Berlín, fou cinquè en la mateixa prova.